# Wapen van Augustinusga

Wapen van Augustinusga

Het wapen van Augustinusga is het dorpswapen van het Nederlandse dorp Augustinusga, in de Friese gemeente Achtkarspelen. Het wapen werd in 1999 geregistreerd.

## Beschrijving
De blazoenering van het wapen luidt als volgt:
In rood een geopend boek van goud, beladen met een brandend hart van rood, een zilveren schildzoom, beladen met afwisselend 4 eikels en 4 klavers van groen.
De heraldische kleuren zijn: keel (rood), goud (geel), zilver (zilver), en sinopel (groen).

## Symboliek
- Brandend hart: symbool voor de heilige Augustinus van Hippo, patroonheilige van de plaatselijke Augustinuskerk en naamgever van het dorp.[3]
- Geopend boek: eveneens een symbool voor Augustinus van Hippo.[3]
- Rood veld: ook een symbool voor Augustinus van Hippo, tevens een verwijzing naar de voormalige heidegebieden rond het dorp.[3]

Zilveren rand: verwijst naar het dorpsgebied van Augustinusga.
- Eikels en klavers: symbolen die terugkeren in de wapens van plaatselijke vooraanstaande families. Tevens een verwijzing naar de ligging in de Friese Wouden.[3]